# بنکه کالیکو
بنکه کالیکو (انگلیسی: Benecke-Kaliko) شرکت قطعات خودروی آلمانی است، که در سال ۱۷۱۸ تأسیس شد.